# Carl-Wilhelm Gerberding

Firmenlogo der ehemaligen Dragoco

Carl-Wilhelm Gerberding (* 14. März 1894 in Holzminden; † 2. Mai 1984 in Vevey (Kanton Waadt, Schweiz)) war ein deutscher Kaufmann und Unternehmer.

## Leben
Carl-Wilhelm Gerberding wurde 1894 in Holzminden im Herzogtum Braunschweig geboren. Nach dem Ende des Ersten Weltkriegs gründete er im Alter von 25 Jahren am 7. Oktober 1919 die Firma Dragoco & Co., um Parfümöle für die Seifen- und Kosmetikindustrie herzustellen. Dies geschah zunächst im Hintergebäude des mütterlichen Geschäftshauses in der Holzmindener Bahnhofstraße. Eine Erweiterung erfolgte im Jahr 1930 mit der Herstellung von Aromen und Essenzen für die Nahrungs- und Genussmittelindustrie. Im Frühjahr 1957 zog sich Gerberding aus gesundheitlichen Gründen in die Schweiz zurück.
Anlässlich des 70. Geburtstages Gerberdings errichtete die Dragoco den Otto-Wallach-Fonds bei der Gesellschaft Deutscher Chemiker (GDCh), aus dem die mit einem Geldpreis verbundene Verleihung der Otto-Wallach-Plakette finanziert wurde. Dieser letztmals 2002 verliehene Preis würdigte Leistungen auf den Gebieten der etherischen Öle, der Terpene und Polyterpene. Gerberding war seit 1916 Inhaber der Braunschweiger Rettungsmedaille. Er wurde 1964 mit dem Bundesverdienstkreuz Erster Klasse geehrt. Er war seit 1964 Ehrenbürger der Stadt Holzminden und der Schweizer Gemeinde Port-Valais im Kanton Wallis. Carl-Wilhelm Gerberding starb im Mai 1984 im Alter von 90 Jahren in Vevey am Genfer See.
Die Dragoco AG gehörte mit 29 Tochtergesellschaften und Zentralen in den USA und Singapur zu den zehn größten Unternehmen seiner Branche. Im Jahr 2003 erfolgte die Fusion mit dem Holzmindener Wettbewerber Haarmann & Reimer zur Symrise AG.